# Francisco Stédile
Francisco Stédile foi um empresário caxiense de grande notoriedade, fundador das empresas Agrale e Fras-le.
Em pesquisa de opinião desenvolvida em 1999 junto a 100 líderes comunitários de diferentes áreas por acadêmicos do Curso de Jornalismo da Universidade de Caxias do Sul, foi eleito uma das 30 Personalidades de Caxias do Sul — Destaques do Século XX.